# Кириллов, Юрий Дмитриевич
Юрий Дмитриевич Кириллов (1924—2000) — председатель исполкома Ярославского городского Совета депутатов трудящихся в 1959—1970 годах.

## Биография
Родился 8 марта 1924 года в посёлке Рязанцево Переславского района Ярославской области в семье служащих. Окончил исторический факультет Ярославского педагогического института. С 1942 года токарь на заводе «Резинотехника» в Ярославле. В 1943—1944 годах студент московского Торфяного института.
С 1947 года на партийной работе. С марта 1957 по октябрь 1970 года председатель исполкома Ярославского городского Совета депутатов трудящихся. С 1970 по 1977 год заместитель председателя исполкома Ярославского областного Совета депутатов трудящихся.
С 1977 года персональный пенсионер союзного значения. На пенсии долгое время работал председателем общества садоводов.
Почётный гражданин города Ярославля (1997). Награждён тремя орденами «Знак Почёта», медалями, почётными грамотами Президиума Верховного Совета РСФСР.
Умер 13 августа 2000 года в Ярославле. Похоронен на Леонтьевском кладбище.